# Akkerbouwersprotest 1990

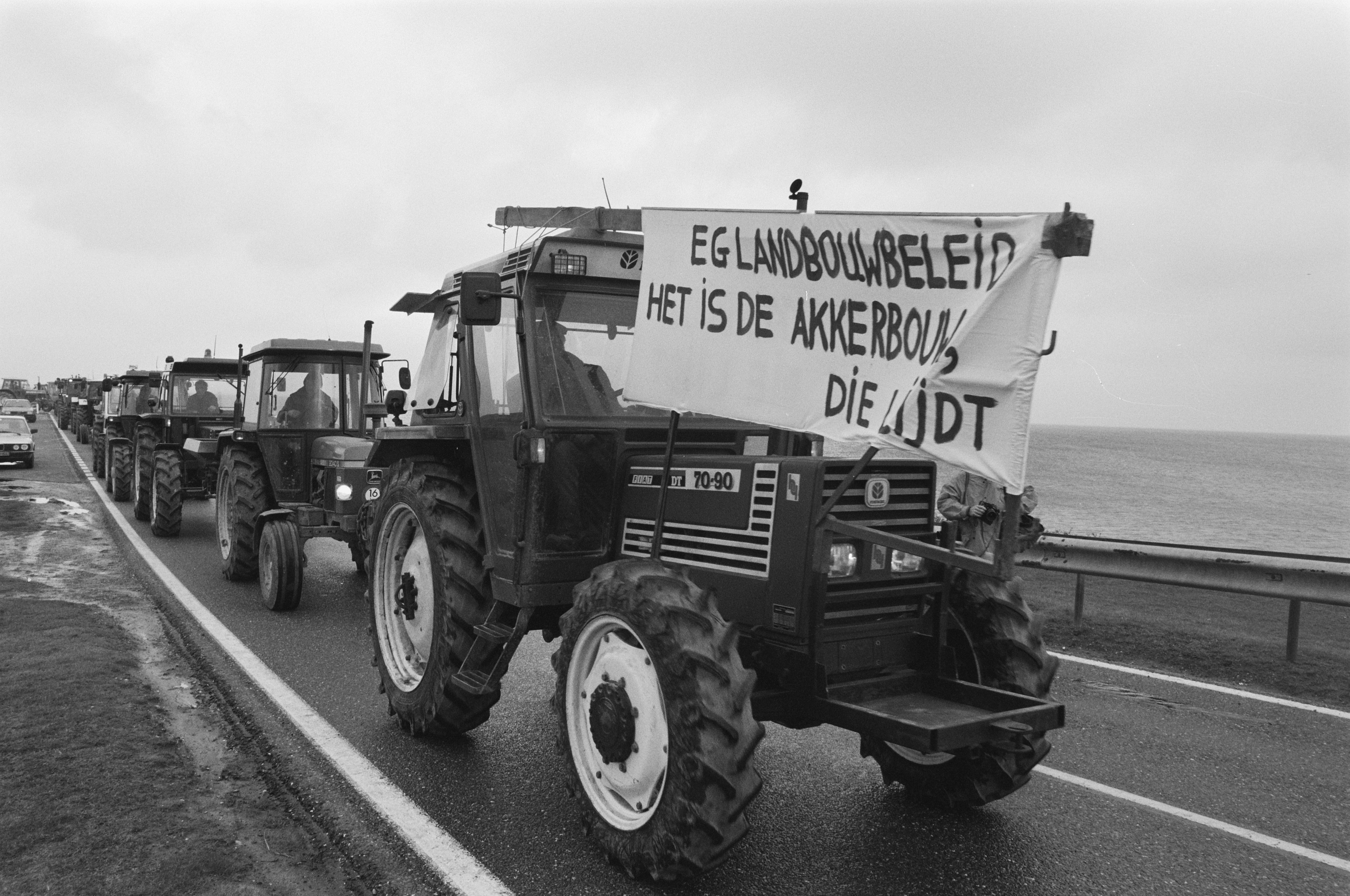
Tractoren op de Afsluitdijk tijdens een protest in 1989, in aanloop naar de grotere protesten in 1990.

Het akkerbouwersprotest of -oproer of de boerenopstand (een eenduidige officiële naam is niet bekend) was een protestactie van Nederlandse akkerbouwers in februari-maart 1990. In feite vormden de protestacties van 1990 het hoogtepunt in een reeks acties naar aanleiding van veranderd landbouwbeleid van de regering in de jaren tachtig van de twintigste eeuw.

## Aanleiding
Onder het landbouwministerschap van Sicco Mansholt was de prijs die Nederlandse akkerbouwers ontvingen voor graan (inz. tarwe) kunstmatig hoog gehouden. Onder Gerrit Braks, die liever investeerde in de varkenshouderij, werd deze standaard verlaten. Mede door de invoer van goedkoop graan uit het buitenland was de hoge graanprijs niet vol te houden.  Bovendien moest de Europese Unie jaarlijks miljarden opbrengen voor het opkopen van overschotten. Om de concurrentie met de wereldmarkt aan te kunnen gaan en vol te houden moest de West-Europese landbouw de koers verleggen van maximale voedselproductie richting marktconformiteit. Vanaf 1984 kwamen er daarom vanuit Brussel maatregelen ter beperking van de productie, eerst voor de zuivelsector en vervolgens ook voor de akkerbouw.
De graantelers, die hun inkomen drastisch zagen dalen (van 50 cent naar minder dan 40 cent per kg tarwe) kwamen hiertegen in verzet. Eind februari 1989 vormden Friese akkerbouwers grote trekkeroptochten uit protest tegen het regeringsbeleid en begin maart blokkeerden akkerbouwers uit onder meer Zeeland en Zuid-Holland het gebouw van het Ministerie van Landbouw in Den Haag. Duizenden boeren waren op de been gekomen en honderden trekkers zorgden voor verkeersopstoppingen en blokkades. De boeren eisten stopzetting van de prijsverlagingen, een nationaal stimuleringsplan voor de akkerbouw en redelijke milieumaatregelen.

## Gebeurtenissen
Na een debat in de Tweede Kamer over de begroting, waarin een meerderheid steun betuigde aan de landbouwplannen van minister Braks, riepen in februari 1990 enkele Zeeuwse boerinnen onder leiding van Aly Wisse en Josje de Koning de Zeeuwse graantelers op om met hun trekker naar Den Haag te gaan voor een protestdemonstratie om een motie van D66-kamerlid Ter Veer te steunen.
Op 19 februari bereikte een trekkercolonne het centrum van Den Haag, maar werd opgewacht door politie. Na een betogingsrit met spandoeken trokken ze de volgende dag weer huiswaarts. In de nacht van 19 op 20 februari arriveerde echter een dieplader met drie Groningse trekkers ongehinderd bij het Binnenhof, waarop Groninger boeren het Binnenhof afzetten. Al snel verschenen er meer Groningse en Flevolandse boeren met hun trekker ten tonele. Nog diezelfde dag bezette een boerendelegatie het kantoor van het Landbouwschap, dat werd omgevormd tot actiecentrum. Klaas Jan de Waard uit Kommerzijl werd de woordvoerder van de boeren.
Toen een gesprek met minister Braks op 21 februari niets opleverde breidde de protestactie zich uit. Overal in Noord-Nederland reden trekkers op de snelwegen, waardoor toegangswegen naar Groningen, Leeuwarden, Assen en de Flevopolders werden geblokkeerd door in totaal zo’n 5000 boeren. De actie breidde zich ook uit naar Duitsland en België.
Op 23 februari werd het gebouw van de Rijksbelastingdienst in Apeldoorn geblokkeerd. Op 26 februari het douanekantoor in Veendam en Hoogezand en de vuilstort in Wijster. Op 1 maart volgden NS-station Wolvega en de Informatiseringsbank in Groningen. Op 7 maart zetten boeren de vliegvelden Eelde en Lelystad af, evenals Afvalverwerking Rijnmond en het hoofdkantoor van de Rabobank in Utrecht. 
Het volgende doel was Schiphol. Hier trok de regering de grens: als de boeren Schiphol zouden bezetten zou het leger worden ingezet (politie en ME konden de grote trekkers niet tegenhouden; slechts tegen tanks en pantserwagens zou het actieleger het moeten afleggen). Toen twee trekkeroptochten – één over de Afsluitdijk en één over de Veluwe – richting Schiphol trokken werd de commandant van legerbasis ’t Harde gewaarschuwd zich gereed te houden om uit te rukken. Schiphol werd ‘off-limits’ verklaard.

## Afloop
Om de impasse te doorbreken en escalatie te voorkomen bemoeide Mansholt zich met de zaak. Hij stuurde een fax naar het hoofdkwartier van de boeren en één naar minister-president Lubbers: een reeks grafieken en tabellen die aantoonden dat slechts tarweprijsverhoging in combinatie met productievermindering een oplossing zou bieden. Hierop werd een wapenstilstand gesloten: de boeren trokken zich terug, terwijl er een arbitragecommissie werd ingesteld om naar een bevredigende oplossing te zoeken.
Mede dankzij bemiddeling door een commissie van drie "wijze mannen”, oud-minister De Koning (CDA) en de commissaris van de Koningin in Drenthe, Meijer (PvdA) en in Friesland, Wiegel (VVD) bleek minister Braks bereid tot enige concessies, maar nog te weinig naar de zin van de akkerbouwers. Daarom besloten ze door te gaan met vriendelijke acties.
Uiteindelijk zou de weg naar een marktovereenkomstige Nederlandse landbouw geleidelijk worden vervolgd, wat voor de boeren wisselend voordelig en nadelig zou uitpakken. Zo nam het aantal faillissementen (mede ten gevolge van lage prijzen) in sommige jaren nog verder toe, maar ook was de tarweprijs in rond de millenniumwisseling hoger dan ooit.